# Mislata
Mislata – gmina w Hiszpanii, w prowincji Walencja, we wspólnocie autonomicznej Walencja, o powierzchni 2,06 km². W 2011 roku liczyła 43 800 mieszkańców.